# Etra (moglie di Falanto)
Etra è una figura della mitologia greca, moglie dell'eroe spartano Falanto.

## Mito
Etra viaggiò con suo marito Falanto e l'esercito di Partheni per fondare la loro unica colonia spartana, l'attuale Taranto. 
Prima di partire, Falanto consultò l'Oracolo di Delfi alla ricerca di un responso circa il proprio futuro. L'oracolo di Apollo, tramite la Pizia, così sentenziò:

"Vi concedo di abitare Saturo e siate la rovina degli Iapigi."
Falanto chiese anche un segno con cui capire quando sarebbe giunto il momento opportuno, e l'oracolo sentenziò:

"Quando vedrai piovere dal ciel sereno, conquisterai territorio e città."
Raggiunte le terre degli Iapigi, venne un giorno in cui le ambizioni e le delusioni di Falanto, lo videro sedere per terra con il capo poggiato sulle ginocchia della moglie, la quale stanca e scoraggiata, cominciò a piangere e a bagnarlo con le sue lacrime. Ma il nome della moglie Etra (in greco antico Αἴθρα) ha proprio il significato di "cielo sereno", per cui Falanto comprese che le parole dell'oracolo erano riferite alle lacrime della moglie. Si accinse quindi a fondare la sua città partendo proprio dalla zona di sbarco, Saturo, località ancora esistente a pochi chilometri da Taranto, in cui si trova un'un'importante zona archeologica.

### Antica
- Strabone - Geografia
- Pausania - Periegesi della Grecia
- Diodoro Siculo - Frammenti

### Moderna
- Vito Maria De Grandis, Dizionario etimologico-scientifico delle voci italiane di greca origine, Stamp. francese, 1824.